# Mezofil
A mezofil egy olyan szervezet, amely közepes (mezo) hőmérsékleten fejlődik a legjobban, sem nem túl melegen, sem nem túl hidegen, így az optimális növekedési tartománya 20–45 °C (68–113 °F) között van. Ezeknek a szervezeteknek az optimális növekedési hőmérséklete 37 °C. A kifejezést elsősorban a mikroorganizmusokra használják. A szélsőséges környezetet kedvelő szervezeteket extremofileknek nevezzük. A mezofileket különböző osztályozások jellemzik, amelyek két tartományba tartoznak: baktériumok, archaeák és az Eukarióták közé tartozó gombák. A baktériumok tartományába tartozó mezofilek lehetnek gram-pozitívak vagy gram-negatívak. A mezofilek oxigénigénye aerob vagy anaerob lehet. A mezofileknek három alapvető formája van: Streptococcus, bacillus és spirál.

## Élőhely
A mezofilek élőhelye lehet például a sajt és a joghurt is. Gyakran részt vesznek a sör és borkészítés erjesztési folyamataiban. Mivel a normál emberi testhőmérséklet 37 °C körüli, az emberi kórokozók többsége mezofil, csakúgy, mint az emberi mikrobiomot alkotó szervezetek többsége.

## Mezofilek kontra extremofilek
A mezofilek az extremofilek ellentétei, komplementerei. A hideg környezetet kedvelő extremofileket pszikrofilnek, a melegebb hőmérsékletet kedvelőket termofilnek vagy termotrófnak, a rendkívül meleg környezetben virágzókat pedig hipertermofilnek nevezik. Zheng és munkatársai egy genomszintű számítási megközelítést dolgoztak ki, a baktériumok mezofil és termofil csoportba sorolására.

## Variációk
Minden baktériumnak megvan a maga optimális hőmérsékletű környezete, amelyben szaporodni képes. Számos tényező felelős egy adott szervezet optimális hőmérsékleti tartományáért, de a bizonyítékok arra utalnak, hogy egyes genetikai elemek (allélok) dominanciája a legjelentősebb a szervezet hőmérséklet-érzékelő tulajdonságáért. Egy 2016-ban közzétett tanulmány kimutatta, hogy a pszikrofil, tehát hideget kedvelő baktériumok bizonyos alléljaival keresztezett mezofil baktériumok sokkal jobban tűrik a hideget, mint a genetikailag nem módosított mezofil társaik, ezzel kijjebb tolható az optimális hőmérsékleti tartomány.
A mezofilek kevésbé stabil szerkezete miatt a fehérjeszintézisük csak bizonyos korlátok között játszódhat le. A mezofilek alacsony hőmérsékleten nem képesek fehérjéket szintetizálni. Érzékenyebbek a hőmérséklet-változásokra, és a sejtmembrán magas zsírsavösszetétele miatt a sejt nem tartalmaz sok folyadékot. Az optimális hőmérséklet 37 °C-ról 0 °C-ra való csökkentése, a fehérjeszintézis fokozatos csökkenéséhez vezet. A hidegindukált fehérjék (CIP- k) alacsony hőmérsékleten indukálódnak, ami lehetővé teszi a stresszfehérjék (CSP) szintézisét. Az optimális hőmérsékletre való visszatérés növekedést mutat a szintézisben, ami azt jelzi, hogy a mezofilek nagymértékben függenek a hőmérséklettől. Ezen kívül az oxigén elérhetősége is befolyásolja ezen mikroorganizmusok növekedését.
Két magyarázat létezik arra, hogy a termofilek képesek túlélni nagyon magas hőmérsékleten, míg a mezofilek nem. A legnyilvánvalóbb magyarázat az, hogy a termofilek sejtkomponensei viszonylag stabilabbak, ezért a termofilek magasabb hőmérsékletet képesek tolerálni, mint a mezofilek. "Egy másik magyarázat szerint, amelyet Gaughran (21) és Allen (3) írásai képviselnek, úgy véli, hogy a sérült vagy elpusztult sejtösszetevők gyors újraszintetizálódása a kulcsa a hővel szembeni biológiai stabilitás problémájának."

## Oxigénszükséglet
A mezofilek sokfélesége miatt az oxigénigényük nagyon változó. Az aerob légzéshez oxigénhasználat szükséges, az anaerob légzéshez pedig nem. Háromféle anaerob folyamat létezik. A fakultatív anaerobok aerob körülmények között is képesek életben maradni, ekkor oxigént használnak, számuk viszont oxigén hiányában nő és aerob folyamat helyett fermentációt használnak. Az erjedés során a cukrok savakká, alkohollá vagy gázokká alakulnak. Az obligát anaerobok oxigén jelenlétében nem tudnak növekedni, az aerotoleráns anaerobok pedig ellenállnak az oxigénnek.

## Fordítás
Ez a szócikk részben vagy egészben  a   Mesophile című angol Wikipédia-szócikk ezen változatának fordításán alapul.  Az eredeti cikk szerkesztőit annak laptörténete sorolja fel. Ez a jelzés csupán a megfogalmazás eredetét és a szerzői jogokat jelzi, nem szolgál a cikkben szereplő információk forrásmegjelöléseként.